# مایلسون فریرا دوس سانتوس
مایلسون فریرا دوس سانتوس (به پرتغالی: Milson Ferreira dos Santos) مهاجم اهل برزیل است که در شهر کویابا، ماتو گروسو و در تاریخ ۲۴ نوامبر ۱۹۷۷ به دنیا آمده‌است.
مایلسون فریرا دوس سانتوس در تیم‌های فوتبال Botafogo سابقهٔ حضور دارد.